# Escape del Bronx
Escape del Bronx, también llamada Fuga del Bronx (Italiano: Fuga dal Bronx), Bronx Warriors 2 en el Reino Unido y Escape 2000, es una película de acción italiana de 1983 dirigida por Enzo G. Castellari. Fue presentada en el Mystery Science Theater 3000 bajo el nombre de Escape 2000. Es una secuela de 1990: los guerreros del Bronx.

## Trama
Varios años después de los acontecimientos de 1990: los guerreros del Bronx, Trash (Mark Gregory), antiguo líder de la banda de The Riders es ahora un cínico solitario, que permanece en el empobrecido y anárquico páramo del Bronx y comercia con munición robada.
La General Construction (GC) Corporation , dirigida por el presidente Clarke (Ennio Girolami), desea derribar el Bronx para convertirlo en "la ciudad del futuro". Para ello necesitan desalojar a la población actual de la zona y han empleado al alcaide expulsado Floyd Wangler (Henry Silva) y a un batallón privado de "Desinfestores" para quemar, disparar y gasear a los que no se vayan voluntariamente.
Mientras que los vagos, vagabundos y ancianos son presa fácil, los restos de las bandas de guerreros del Bronx no se irán tranquilamente y un ejército rebelde de todas las bandas supervivientes del Bronx lideradas por Doblón (Antonio Sabàto) se esconde bajo tierra.
Cuando los padres de Trash son quemados vivos por los Desinfestores, comienza a vengarse liderando despiadados ataques guerrilleros contra los escuadrones de limpieza, lo que a su vez lleva a la Corporación GC y a Floyd Wangler a intentar medios cada vez más sucios para subvertir la rebelión (como amañar a los rehenes con bombas). Entonces Wangler llama a todos los líderes de los escuadrones y los dirige a una orden principal: encontrar y matar a Trash porque los restos de las bandas clandestinas podrían reconocerlo como un nuevo líder carismático por su coraje y su habilidad. Trash, Doblón y una reportera de cruzada llamada Moon Gray (Valerie Dobson) se unen entonces con el mercenario psicótico Crazy Strike (Timothy Brent/Giancarlo Prete) y su igualmente loco hijo (Alessandro Prete) para intentar una acción sorpresa: el secuestro del Presidente Clarke como un movimiento para volver a poner el Bronx en manos de las bandas.
Entonces Strike, Trash, Moon y el pequeño Junior (hijo de Strike) salen a la superficie para llevar a cabo el secuestro del Sr. Clarke que está a punto de asistir a una ceremonia de propaganda en el Bronx; aunque los tres adultos suban, el niño permanece abajo para cubrir su sucesiva fuga con explosivos. Cuando suben, los tres se dan cuenta de que la zona está bien controlada por una fuerza de seguridad consistente; entonces Moon estudia una distracción. Aparece de repente durante el discurso del gobernador gritando contra Clarke y el propio gobernador, acusándolos de mentirosos. Entonces uno de los hombres del gobernador mata a Moon y le pone un arma para  simular que fue en "defensa propia".
El caos y la confusión cruzan la zona; los asustados escapan, otros gritan. Los guardaespaldas quieren que el presidente Clark use una vieja puerta de madera como refugio pero, detrás de la puerta está Trash. Quien aprovecha el desorden general para obligar a Clarke a seguirlo bajo la amenaza de las armas, mientras que Crazy Strike ayuda a Trash a moverse utilizando explosivos y bombas de mano. Así, Trash, Clark y Strike vuelven por una entrada al subterráneo; mientras su escape se ve ayudado por los explosivos colocados por Junior.
Llegan a la zona gobernada por Doblón para llevar a cabo el chantaje pero el Sr. Hoffman (diputado de Clark) ordena a Wangler que lleve a cabo un ataque con un gas letal; quiere cumplir una doble misión: aniquilar la resistencia y eliminar al presidente Clarke porque Hoffman quiere separarlo del poder. Doblón recibe una advertencia sobre el inminente ataque y ordena a su gente que se mueva a la superficie, de modo que consiguen evitar el gas gracias al consejo de Crazy Strike. En la superficie, el Bronx se convierte en un feroz campo de batalla; los dos ejércitos se enfrentan en un cruel combate.
Al final de esas pocas horas de guerra; solo tres personas sobreviven: Trash, Crazy Strike y Junior. Después de echar un vistazo a su alrededor, el chico le pide a su padre que vuelva al subsuelo porque el páramo de la superficie no es un buen lugar para estar. Crazy Strike coincide y tanto el padre como el hijo invitan a Trash a seguirlos. Trash no acepta y, después de saludar a sus dos amigos, se va.

## Casting
- Marco Di Gregorio (acreditado como Mark Gregory) como Trash
- Henry Silva como Floyd Wangler
- Valeria D'Obici (acreditada como Valerie Dobson) como Moon Gray
- Giancarlo Prete (acreditado como Timothy Brent) como Strike
- Antonio Sabato como Doblón
- Ennio Girolami (acreditado como Thomas Moore) como President Clark
- Paolo Malco como Vice President
- Eva Czemerys como Trash's Mother
- Alessandro Prete como Strike Jr
- Moana Pozzi como Birdy
- Carla Brait como la Líder de los Hombres de Hierro
- Massimo Vanni como Pequeño Gran Hombre
- Enzo G. Castellari as Radio Operador con Mostacho

## Producción
Filmado aproximadamente 18 meses después de la primera película del Bronx, Enzo G. Castellari ha declarado que estaba decepcionado por la cantidad de masa muscular que Mark Gregory había perdido entre la primera parte y esta secuela, por lo que mantiene su chaqueta puesta durante el 90% de la película.
Filmado en Nueva York y en los estudios de Cinecitta en Roma. Mark Gregory tenía todavía 18 años cuando rodó esta película y Enzo Castellari afirma en el comentario del DVD de 1990: los guerreros del Bronx que su corta edad y falta de experiencia fue posiblemente un factor de por qué Mark no duró mucho en el negocio del cine.

## Lanzamiento
Fue estrenada en cines por Fulvia Film en Italia el 25 de agosto de 1983 y en el Reino Unido el 2 de septiembre de 1983.

### Lanzamiento doméstico
La película se estrenó en DVD en el Reino Unido por Vipco en 2003, y en los cines de EE. UU. en 1983 por New Line Cinema, más tarde en VHS en 1997 por New Line Home Video.
La empresa australiana Stomp Entertainment lanzó un disco de la región 0 / NTSC en 2006. Hasta ahora esta es la única opción de compra para los fans americanos ya que el DVD nunca ha sido lanzado oficialmente en DVD en los Estados Unidos.
Shameless Entertainment lanzó la película en formato Region 2 / PAL en el Reino Unido en 2009. La película es parte de un set de caja titulado "La Trilogía de los Guerreros del Bronx" y está empaquetada con 1990: los guerreros del Bronx y Los nuevos nárbaros.
Blue Underground lanzó la película en un combo de Blu-ray/DVD el 30 de junio de 2015.

## Recepción

### Recepción de la Audiencia
Un sitio web dedicado tanto a esta película como a su predecesora 1990: los guerreros del Bronx se creó en 2004. El sitio contiene dos entrevistas con Enzo G Castellari y detalla un intento continuo de localizar a Mark Gregory (Trash) que desapareció de la vista del público alrededor de 1989. También hay un mensaje en formato MP3 (en italiano) de Enzo y su hijo Andrea a Mark pidiéndole que se ponga en contacto y diciéndole cuánto lo extrañan.
La serie de televisión de culto Mystery Science Theater 3000 destacó la película en un episodio de la séptima temporada. La mayoría de los chistes se referían a la obvia ambientación italiana y a los malos trajes.
La primera convención de los "guerreros del Bronx" se celebró en 2009 en Roma. Los asistentes recibieron una insignia que decía DAS - Escuadrón de Aniquilación de Infestaciones (logo de los villanos de esta película. Disinfestation Annihilation Squad).